# Kriegerdenkmal der Universität Göttingen

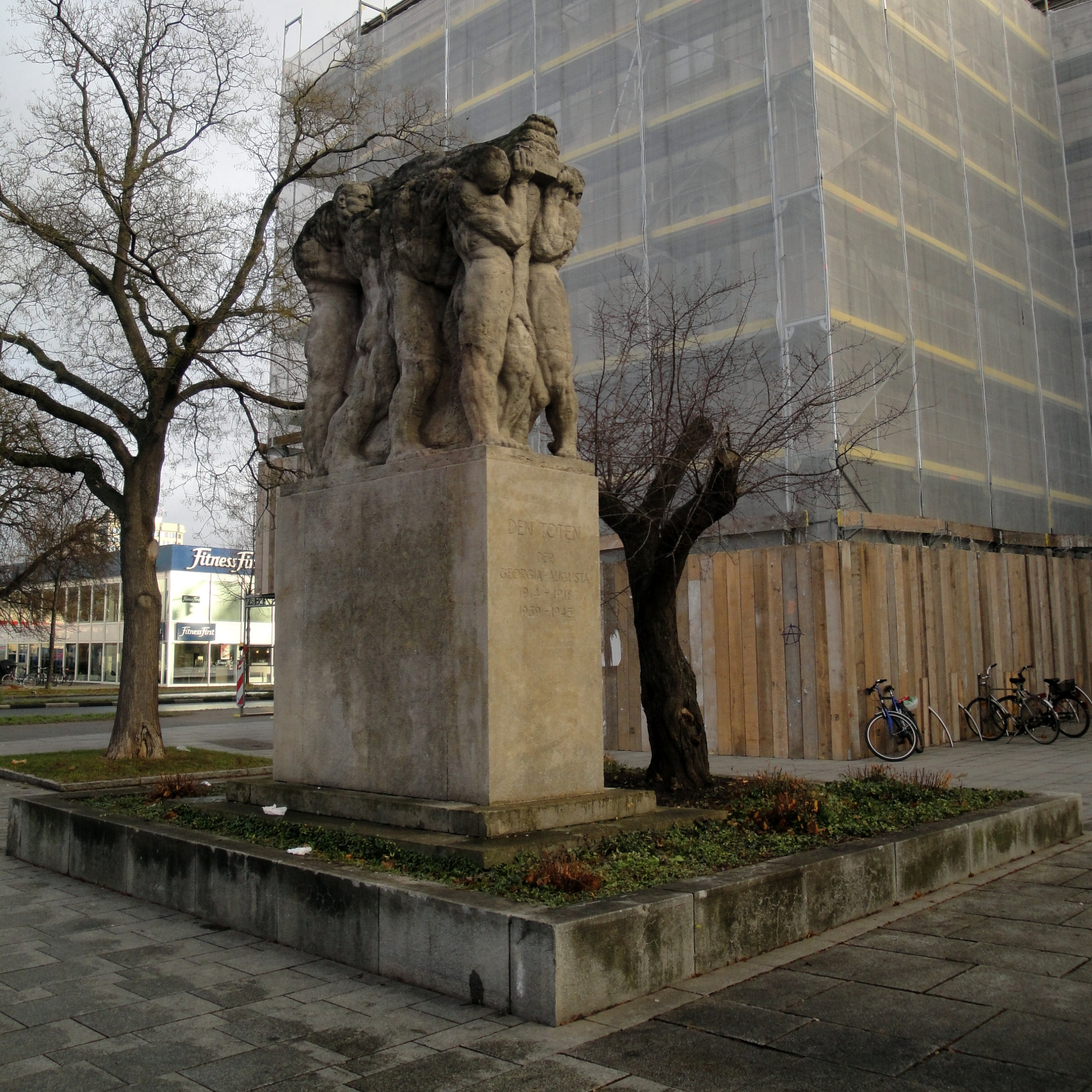
Ansicht von Südwesten (2011)

Das Kriegerdenkmal der Universität Göttingen oder Ehrenmal für die gefallenen Göttinger Universitätsangehörigen wurde am 23. November 1924 (Totensonntag) vor dem Auditorium der Georg-August-Universität Göttingen feierlich enthüllt. Es soll an die 748 gefallenen Beamten, Dozenten und Studenten erinnern, die im Ersten Weltkrieg ihr Leben verloren.

## Geschichte
Die Universität hatte für die Planung, Finanzierung und Durchführung des Ehrenmals bereits im Jahr 1915 eigens eine „Gefallenendenkmalkommission“ oder „Kommission zur Errichtung eines Ehrenmals für die gefallenen Göttinger Universitätsangehörigen“ eingerichtet. Als die Universität 1921 nach dem verlorenen Krieg auf eine „monumentale Ehrung“ verzichtete, unterbreitete der kürzlich an die Hochschule gekommene Zeichenlehrer und Bildhauer Joseph Kemmerich das Angebot zu einem kostenlosen Entwurf mit Modell und einer honorarfreien Ausführung, sodass nur noch Material- und Baukosten anfallen würden. Der Vorschlag wurde dankbar angenommen und der zeichnerische Kemmerich-Entwurf von 1921 weitgehend so ausgeführt. Als Standort war von vorneherein der Platz vor dem Auditorium vorgesehen, weshalb das dort seit 1890 stehende Denkmal für Friedrich Wöhler versetzt werden musste.
Diese Kommission beschloss im Januar 1923, das Werk durch den Verkauf von Bildern aus der universitätseigenen Gemäldesammlung zu finanzieren. Der Kunsthistoriker Georg Vitzthum von Eckstädt wandte sich daher an den Kunsthändler Rudolf Bangel, der die entsprechenden Werke begutachten und taxieren sollte. Am 3. März 1923 reiste Bangel nach Göttingen und verzeichnete 55 Gemälde auf seiner Liste für die geplante Auktion und den zugehörigen Versteigerungskatalog. Am 24. April wurden 43 Bilder angeboten, die Versteigerung der restlichen zwölf Werke erfolgte am 26. Juni. Dabei wurde insgesamt ein Nettoerlös von 12.052.300,- Reichsmark eingenommen. In der Zeit der Hyperinflation verlor diese Geldsumme allerdings schnell an Wert. Auch viele der Mitglieder der naturwissenschaftlichen Fakultät hatten sich an der Geldsammlung für das Denkmal beteiligt.

### Entstehung und Enthüllung
Der Bildhauer Joseph Kemmerich hatte an der Akademie in Lüttich studiert. Im Jahr 1909 erhielt er dort den ersten Preis für eine bronzene Brunnenskulptur, die 1920 eingeschmolzen wurde. Da er 1919 vom „obersten Belgischen Gericht wegen Kollaboration mit der deutschen Verwaltung im Ersten Weltkrieg zum Tode verurteilt worden“ war, musste er sein Vaterland fluchtartig verlassen. Er kam 1921 nach Göttingen und trat die Nachfolge des verstorbenen Johannes Hermann Otto Peters als Universitätszeichenlehrer an.
Die Steinblöcke aus Dolomit stammten aus dem Steinbruch der Hildesheimer Firma Franz Küsthardt am Hils bei Eschershausen. Erste Bossierungen erfolgten seit Juli 1922 noch im Steinbruch. Den Transport nach Göttingen besorgte Bildhauer R. Eckardt, die Aufstellung in Göttingen Bildhauer P. P. Müller aus Berlin-Pankow. Vor Ort wurde eine Werkhütte errichtet, wo Kemmerich ab Oktober 1922 selbst 20 Monate arbeitete. Auf der Westseite des schmalen Figurenblock-Sockels finden sich Kemmerichs Initialen „JK“. Die Einmeißelung der Inschriften auf dem großen Sockel führte im März 1923 die Göttinger Steinmetzfirma Otto Eichler aus.
Das Denkmal wurde mit einer Zeremonie enthüllt und eingeweiht am Totensonntag (23. November) 1924 vor einer Menge von 7.000 Zuhörern. Prominentester Redner war der 77-jährige Generalfeldmarschall Paul von Hindenburg, der seit 1917 Ehrenbürger der Stadt Göttingen und seit 1921 Ehrenmitglied der Universität Göttingen war. Universitätsrektor Julius Binder deutete in seiner Einweihungsrede die Figurengruppe aus der germanischen Mythologie: Die Toten seien wie „eine stolze Schar von Einheriern nach mutigem Kampfe in Walhall eingezogen.“

### Veränderungen
Das Ehrenmal stand mit seinen zwei Sockelstufen ursprünglich auf einer niedrigen Erdaufwerfung inmitten einer rechteckig angelegten Rasenfläche, die von einer niedrigen Hecke eingefasst war. Zweck der Hecke war nach der Beschreibung von 1925, „den nun geweihten Boden von seiner profanen Umgebung deutlicher abzutrennen.“ Im Süden öffnete sich die Hecke, um einem Plattenweg zum Denkmal zu Platz zu geben. Diese erste Einfassung des Ehrenmals erfuhr im Zusammenhang mit der Umgestaltung des Bereichs am Weender Tor um 1960 eine Neufassung durch eine nun nicht mehr eingefriedete und eher asymmetrische Rasen- und Beetfläche. Eine vorerst letzte Platzgestaltung um 1970 führte zu einem etwas abgesenkten vollständigen Plattenbelag vor dem Auditorium, bei dem das ansonsten unverrückte Ehrenmal nun von einem Hochbeet mit niedriger Kunststeineinfassung gerahmt wird.

## Beschreibung

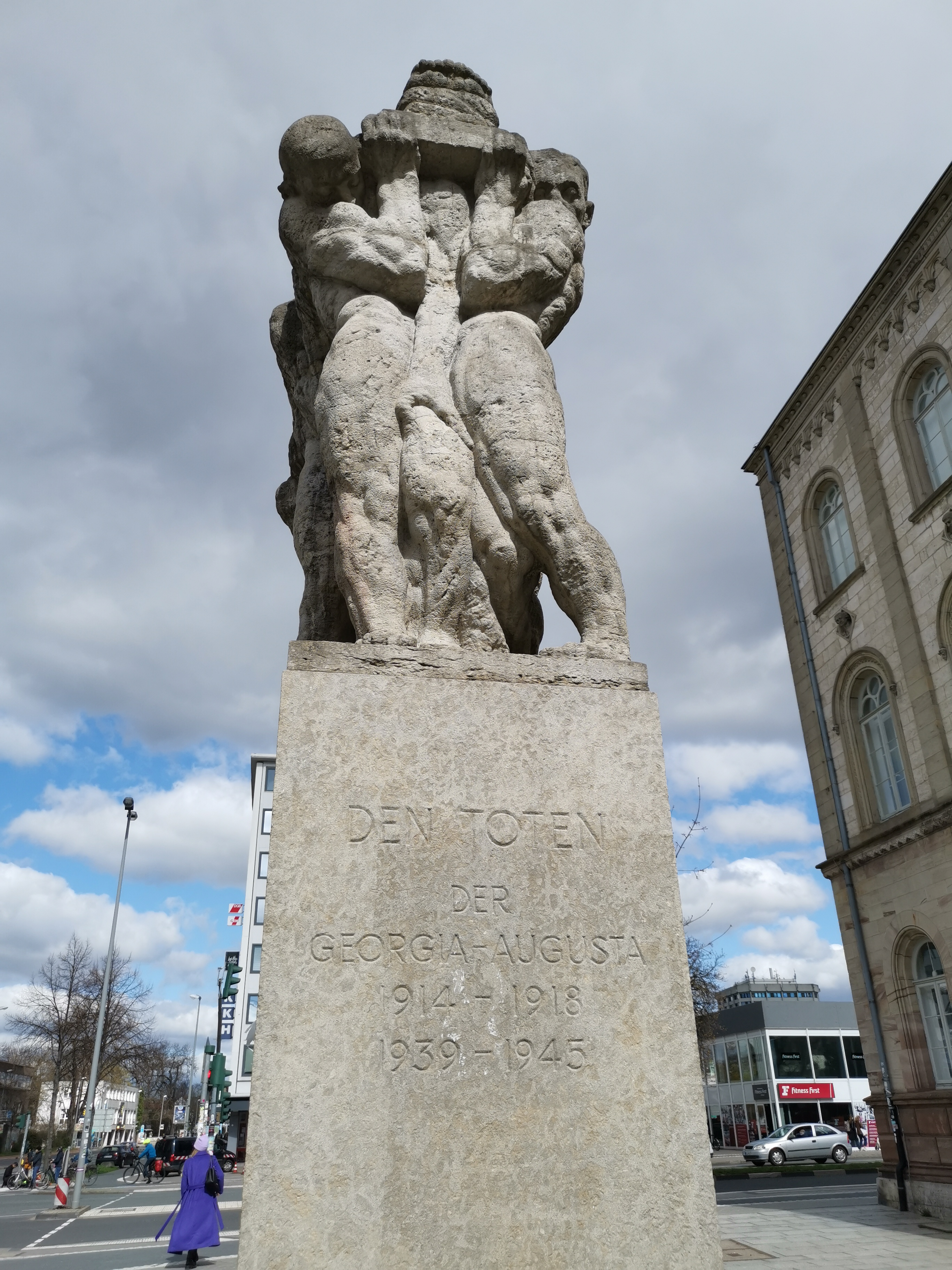
Südseite mit Inschrift

Das Denkmal wurde aus drei großen Dolomitblöcken angefertigt und hat eine Höhe von 510 cm. Auf dem betont schmucklos gehalten, aber monumentalen Sockel sind die Namen der 748 Gefallenen alphabetisch geordnet eingemeißelt, sortiert dem Rang nach in elf Dozenten, zehn Assistenten, einen Beamten und schließlich 726 Studierende (das entsprach 30 % der Immatrikulierten). 1957 wurde die Widmung des Denkmals, um mit einer Inschrift zu den Gefallenen auch des Zweiten Weltkriegs erweitert und in diesem Zusammenhang die nach Süden gerichtete ursprüngliche große Widmungsinschrift
ersetzt durch:
Dabei soll der Wunsch nach Friedenserziehung im Vordergrund gestanden haben.
Die Skulpturengruppe auf dem Sockel stellt acht lebensgroße unbekleidete Männer dar, die einen Gefallenen auf ihren Schultern nach Norden (d. h. von der Mitte des Universitätsplatzes weg) tragen. Die Acht nehmen eine gebeugte Haltung ein; ihre Gesten und Gesichtszüge drücken Schmerz und Erschöpfung aus.